# Monte Genna Spina
Il monte Genna Spina è un rilievo del massiccio del Sulcis, alto 970 m.
È situato lungo una catena che si estende in direzione nord dal monte Is Caravius lungo il limite occidentale del bacino idrografico del lago di Medau Zirimilis e contrapposta alla catena che si estende dal monte Lattias al monte Arcosu.
Genna Spina si allinea formando un arco con concavità rivolta verso nordest con le vette di monte Is Caravius (1113 m), Sa Punta Sa Berritta de Currei (1008 m) e punta Rocca Steria (1008 m). Contrariamente alle tre vette più alte, ricoperte dalla vegetazione mediterranea, la sommità di Genna Spina è rocciosa.
La linea retta che congiunge la sommità di Genna Spina con quella del monte Is Caravius traccia il confine rettilineo fra i territori comunali di Nuxis e Siliqua; il rilievo è anche ubicato sul confine occidentale del lotto, di 600 ettari, che fu acquistato nel 1996 dal WWF Italia per espandere l'oasi di Monte Arcosu.